# Emilio Altieri, VII principe di Oriolo
Emilio Altieri, VII principe di Oriolo (Roma, 20 marzo 1819 – Roma, 13 gennaio 1900), è stato un principe italiano.

## Biografia
Emilio nacque a Roma il 20 marzo 1819, figlio di Clemente Altieri, VI principe di Oriolo, e di sua moglie Vittoria Boncompagni Ludovisi. Per parte di suo padre egli era imparentato per adozione con il papa Clemente X (al secolo Emilio Altieri, da cui appunto il suo nome di battesimo), con il cardinale Paluzzo Paluzzi Altieri degli Albertoni nonché con il re Augusto III di Polonia.
Sposò a Roma la marchesa Maria Beatrice Archinto, figlia di Giuseppe Archinto, V marchese di Parona, e di sua moglie, la marchesa Maria Cristina Trivulzio, cugina del celebre patriota Giorgio Pallavicino Trivulzio.
Alla morte di suo padre nel 1873 gli succedette ai titoli e al feudo di Oriolo, nel viterbese. Nel 1878 venne nominato comandante della Guardia nobile pontificia, succedendo a Carlo Colonna Barberini, duca di Castelvecchio.
Morì a Roma il 13 gennaio 1900 e venne sepolto nel sepolcro di famiglia nella chiesa di Santa Maria sopra Minerva.

## Discendenza
Emilio e la marchesa Maria Beatrice Archinto ebbero:
- Paolo (n. 1849), VIII principe di Oriolo, sposò Matilde di Urach
- Vittoria Maria (n. 1844), sposò Giovanni Revedin, marchese di San Martino
- Cristina Anna Maria (n. 1852), sposò Girolamo Theodoli, marchese di Sambuci di San Vito e Pisoniano
- Maria Anna (n. 1856), sposò Alessandro Rocca Saporiti, marchese della Sforzesca
- Laura (n. 1858), sposò il principe Ugo Boncompagni-Ludovisi, duca di Sora

## Ascendenza
|                                         |                                                         |                                                         | Genitori                                                 |  |  | Nonni |  |  | Bisnonni                                    |  |  | Trisnonni                                        |  |
|                                         |                                                         |                                                         |                                                          |  |  |       |  |  | Emilio Carlo Altieri, IV principe di Oriolo |  |  | Girolamo Antonio Altieri, III principe di Oriolo |  |
|                                         |                                                         |                                                         |                                                          |  |  |       |  |  | Emilio Carlo Altieri, IV principe di Oriolo |  |  | Girolamo Antonio Altieri, III principe di Oriolo |  |
|                                         |                                                         | Maria Maddalena Borromeo Arese                          |                                                          |  |  |       |  |  | Emilio Carlo Altieri, IV principe di Oriolo |  |  |                                                  |  |
| Paluzzo Altieri, V principe di Oriolo   |                                                         |                                                         |                                                          |  |  |       |  |  | Emilio Carlo Altieri, IV principe di Oriolo |  |  |                                                  |  |
|                                         |                                                         | Livia Borghese                                          | Camillo Borghese, IV principe di Sulmona                 |  |  |       |  |  |                                             |  |  |                                                  |  |
|                                         |                                                         | Livia Borghese                                          | Camillo Borghese, IV principe di Sulmona                 |  |  |       |  |  |                                             |  |  |                                                  |  |
|                                         |                                                         | Livia Borghese                                          | Agnese Colonna di Paliano                                |  |  |       |  |  |                                             |  |  |                                                  |  |
| Clemente Altieri, VI principe di Oriolo |                                                         | Livia Borghese                                          |                                                          |  |  |       |  |  |                                             |  |  |                                                  |  |
|                                         |                                                         | Francesco Saverio di Sassonia                           | Augusto III di Polonia                                   |  |  |       |  |  |                                             |  |  |                                                  |  |
|                                         |                                                         | Francesco Saverio di Sassonia                           | Augusto III di Polonia                                   |  |  |       |  |  |                                             |  |  |                                                  |  |
|                                         |                                                         | Francesco Saverio di Sassonia                           | Maria Giuseppa d'Austria                                 |  |  |       |  |  |                                             |  |  |                                                  |  |
| Maria Anna di Sassonia                  |                                                         | Francesco Saverio di Sassonia                           |                                                          |  |  |       |  |  |                                             |  |  |                                                  |  |
|                                         |                                                         | Chiara Spinucci                                         | Giuseppe Spinucci                                        |  |  |       |  |  |                                             |  |  |                                                  |  |
|                                         |                                                         | Chiara Spinucci                                         | Giuseppe Spinucci                                        |  |  |       |  |  |                                             |  |  |                                                  |  |
|                                         |                                                         | Chiara Spinucci                                         | Beatrice Vecchi-Buratti                                  |  |  |       |  |  |                                             |  |  |                                                  |  |
| Emilio Altieri, VII principe di Oriolo  |                                                         | Chiara Spinucci                                         |                                                          |  |  |       |  |  |                                             |  |  |                                                  |  |
|                                         | Antonio II Boncompagni Ludovisi, V principe di Piombino | Gaetano I Boncompagni Ludovisi, IV principe di Piombino |                                                          |  |  |       |  |  |                                             |  |  |                                                  |  |
|                                         | Antonio II Boncompagni Ludovisi, V principe di Piombino | Gaetano I Boncompagni Ludovisi, IV principe di Piombino |                                                          |  |  |       |  |  |                                             |  |  |                                                  |  |
|                                         | Antonio II Boncompagni Ludovisi, V principe di Piombino | Laura Chigi                                             |                                                          |  |  |       |  |  |                                             |  |  |                                                  |  |
| Luigi I Boncompagni Ludovisi            | Antonio II Boncompagni Ludovisi, V principe di Piombino |                                                         |                                                          |  |  |       |  |  |                                             |  |  |                                                  |  |
|                                         |                                                         | Vittoria Sforza Cesarini                                | Sforza Giuseppe Sforza Cesarini, III principe di Genzano |  |  |       |  |  |                                             |  |  |                                                  |  |
|                                         |                                                         | Vittoria Sforza Cesarini                                | Sforza Giuseppe Sforza Cesarini, III principe di Genzano |  |  |       |  |  |                                             |  |  |                                                  |  |
|                                         |                                                         | Vittoria Sforza Cesarini                                | Maria Francesca Giustiniani                              |  |  |       |  |  |                                             |  |  |                                                  |  |
| Vittoria Boncompagni Ludovisi           |                                                         | Vittoria Sforza Cesarini                                |                                                          |  |  |       |  |  |                                             |  |  |                                                  |  |
|                                         |                                                         | Baldassarre Odescalchi, III principe Odescalchi         | Livio Odescalchi, II principe Odescalchi                 |  |  |       |  |  |                                             |  |  |                                                  |  |
|                                         |                                                         | Baldassarre Odescalchi, III principe Odescalchi         | Livio Odescalchi, II principe Odescalchi                 |  |  |       |  |  |                                             |  |  |                                                  |  |
|                                         |                                                         | Baldassarre Odescalchi, III principe Odescalchi         | Maria Vittoria Corsini                                   |  |  |       |  |  |                                             |  |  |                                                  |  |
| Maddalena Odescalchi                    |                                                         | Baldassarre Odescalchi, III principe Odescalchi         |                                                          |  |  |       |  |  |                                             |  |  |                                                  |  |
|                                         |                                                         | Caterina Valeria Giustiniani                            | Benedetto II Giustiniani, V principe di Bassano          |  |  |       |  |  |                                             |  |  |                                                  |  |
|                                         |                                                         | Caterina Valeria Giustiniani                            | Benedetto II Giustiniani, V principe di Bassano          |  |  |       |  |  |                                             |  |  |                                                  |  |
|                                         |                                                         | Caterina Valeria Giustiniani                            | Cecilia Carlotta Francisca Anna Mahony                   |  |  |       |  |  |                                             |  |  |                                                  |  |
|                                         |                                                         | Caterina Valeria Giustiniani                            |                                                          |  |  |       |  |  |                                             |  |  |                                                  |  |